# 上島珈琲貿易
上島珈琲貿易株式会社（Ueshima Coffee Trading Co.,Ltd.）は大阪府堺市美原区太井に本社を置くコーヒーを中心とした食品製造卸業である。1932年創業（設立は1961年）。呼称のMUCはマックと読み、My Ueshima Coffee の略。「マックさん」「マックコーヒー」等と呼ばれている。

## 会社概要
関西地区を中心に珈琲専門店MUC（マック）と珈琲舗MUCQUEENのフランチャイズチェーンを展開している老舗コーヒーロースターとして知られる。主にカフェ、喫茶店、レストランなどの飲食店に業務用コーヒー・食材を販売する「業務卸」も主要な業務としており、それに付随して飲食店開店から開店後の運営を補助する「開業支援」や「ショップサポート」などのサービスもおこなっている。
コーヒー豆と焙煎に対するこだわりは非常に強く、世界各国の様々なコーヒー豆を取り扱い、多種のコーヒー焙煎機を所有。主に半熱風焙煎、遠赤外線焙煎、炭火焙煎に精通している。2009年にMUCカフェスタジオ、本社事務所を堺市美原区に移転している。
2014年11月には大阪府八尾市にスペシャルティコーヒーに特化した自家焙煎珈琲ショップ『マック・コーヒー・ロースターズ』をオープンした。
2017年5月に八尾のマック・コーヒー・ロースターズは移転のため閉店し、同年9月に大阪市西区靱本町1丁目（靭公園のすぐ側）にマック・コーヒー・ロースターズ靭公園店をオープンした。
2019年2月にはマック・コーヒー・ロースターズの小型店舗『MUC COFFEE ROASTERS ONE』を天神橋筋3丁目にオープンした。
大阪においてハンバーガーショップチェーンのマクドナルドが「マック」ではなく「マクド」と略されるのは同社の存在があったからという説がある。
創業者・上島勝は、ウエシマコーヒーフーズ（上島コーヒーグループ）創始者・上島治忠の弟で、UCC上島珈琲創業者・上島忠雄の兄にあたるが、両社との資本関係は無い。